# Sahar Hudayary
 (mai 2020).
Sahar Husayari, connue sous le nom de Blue Girl (née en 1990 à Salm (en) et morte le 9 septembre 2019 à Téhéran), est une Iranienne qui s'est immolée par le feu le 2 septembre 2019 devant le tribunal révolutionnaire islamique (en) de Téhéran pour protester contre la peine de 6 mois d'incarcération qui lui avait été infligée pour avoir tenté d'entrer illégalement dans le stade Azadi,,,,.